# Mitsubishi GTO

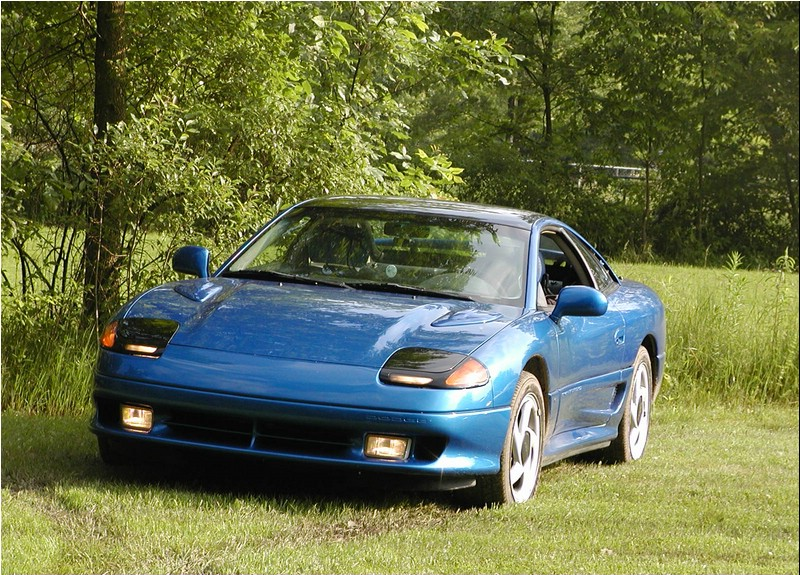
1992 Dodge Stealth

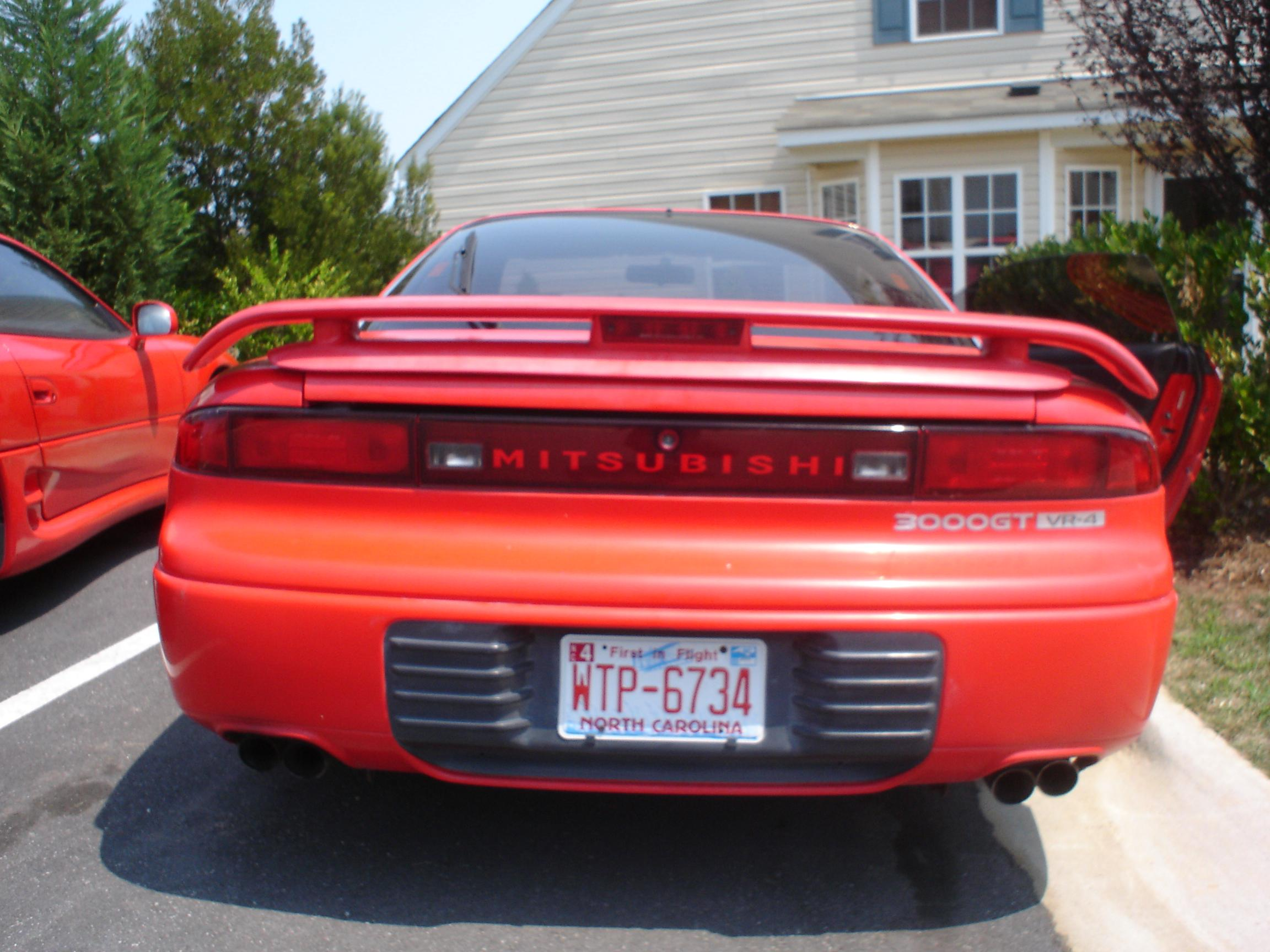
Spoiler Active Aero w 3000GT VR-4 rocznik '92. Był montowany opcjonalnie w dwóch pierwszych generacjach modelu, w trzeciej zaprzestano jego montażu.

Mitsubishi GTO – sportowy grand tourer produkowany przez japoński koncern Mitsubishi w latach 1990–2001. Bardziej popularna jest nazwa wersji eksportowej – 3000GT. Samochód ten z niewielkimi zmianami w latach 1991–1996 sprzedawany był także na terenie Ameryki Północnej poprzez salony Chryslera pod nazwą Dodge Stealth. Nazwa GTO pochodzi od innego samochodu Mitsubishi, Galanta GTO, dwudrzwiowego hardtop coupé sprzedawanego na początku lat 70., stylizowanego na ówczesne amerykańskie muscle cars, wyposażonego w czterocylindrowe silniki rzędowe z napędem na tylną oś.
Po pomyślnej prezentacji prototypu Mitsubishi HSX na 1989 Tokyo Motor Show, Mitsubishi opracowało nowy model GTO, zaawansowane techniczne sportowe coupe, mające na celu rywalizację z samochodami takimi jak Mazda RX-7, Nissan 300ZX, Skyline GT-R i Toyota Supra. Po raz kolejny Mitsubishi użyło nazwy GTO dla swojego modelu, a samochód produkowany był przez ponad dekadę. Poza ojczystą Japonią samochód sprzedawany był pod nazwą 3000GT, głównie z powodu samochodów Ferrari 250 GTO i Pontiac GTO, które miały w nazwie człon GTO i nie kojarzyły się z japońską marką. Niezależnie od nazwy wszystkie wersje GTO produkowane były w tej samej fabryce Mitsubishi znajdującej się w Nagoi.
Planowano, aby Dodge Stealth był samochodem bezpieczeństwa w odbywających się w 1991 wyścigach Indianapolis 500. Jednakże propozycja ta nie spodobała się United Auto Workers (UAW), stwierdzono, że japoński samochód nie powinien zdobyć tego miejsca, przez co ostatecznie wybrano na nie prototypową wersję Dodge Vipera.

## 1990–1993
W pierwszej generacji GTO Mitsubishi zastosowało wiele innowacyjnych technologii które miały polepszyć właściwości techniczne pojazdu, wśród nich znalazły się: napęd AWD, zmodyfikowany układ kierowniczy, system aktywnej aerodynamiki nadwozia w skład którego wchodziły samoregulujące się przednie i tylne spoilery, regulowany układ wydechowy i elektronicznie kontrolowany system zawieszenia (ECS).
| Nazwa modelu                                                                                    | Silnik                 | Moc maks.                          | Maks. moment obrotowy     |
| ----------------------------------------------------------------------------------------------- | ---------------------- | ---------------------------------- | ------------------------- |
| Dodge Stealth (USA, Kanada)                                                                     | SOHC 12v V6            | 119 kW (161 KM) przy 5500 obr./min | 250 Nm przy 4000 obr./min |
| Mitsubishi 3000GT, 3000GT SL (USA); Mitsubishi GTO; Dodge Stealth ES, Stealth R/T (USA, Kanada) | DOHC 24v V6            | 163 kW (222 KM) przy 6000 obr./min | 272 Nm przy 4500 obr./min |
| Mitsubishi 3000GT VR-4, Dodge Stealth R/T twin-turbo (USA, Kanada)                              | DOHC 24v V6 twin turbo | 221 kW (300 KM) przy 6000 obr./min | 415 Nm przy 2500 obr./min |
| Mitsubishi GTO twin turbo, GTO MR                                                               | DOHC 24v V6 twin turbo | 206 kW (280 KM) przy 6000 obr./min | 427 Nm przy 2500 obr./min |

## 1994–1996
Drugą generację modelu można łatwo rozpoznać poprzez nowy kształt przednich zderzaków oraz mniejszych, okrągłych lampach przeciwmgłowych. Możliwy był montaż kół o większych rozmiarach, zmodyfikowano boczne wloty powietrze (które stały się atrapami) oraz tylny zderzak. Zmieniono również wystrój wnętrza, samochód posiadał teraz na wyposażeniu podwójne poduszki powietrzne oraz ulepszony system klimatyzacji. Wszystkie silniki zmodyfikowano tak, że osiągają nieznacznie większy moment obrotowy. Wersja VR-4 otrzymała dodatkowo 6-biegową manualna skrzynię biegów Getrag.
Wraz ze wzrostem ceny modelu zaprzestano montażu dodatkowego wyposażenia. Regulowany układ wydechowy zniknął wraz z rokiem 1994, system ECS w 1995, natomiast system aktywnej aerodynamiki nadwozia w 1996. W 1996 Chrysler zakończył sprzedaż modelu Dodge Stealth, nadal dostępne pozostają wersje Mitsubishi.
W latach 1995 - 96 w modelach 3000GT SL i VR-4 sprzedawanych na rynku amerykańskim dostępna była opcja zdejmowanego dachu. Samochody były modyfikowane przez firmę ASC z Kalifornii, dach mógł być zdejmowany lub zakładany za jednym przyciśnięciem guzika. Był to pierwszy tego rodzaju samochód sprzedawany na terenie Stanów Zjednoczonych od czasu Forda Skylinera z lat 1957-59, produkcję 3000GT w tej wersji zawieszono jednak po dwóch latach z powodu niskiego poziomu sprzedaży (1618 sztuk).
| Nazwa modelu                                                                                    | Silnik                 | Moc maks.                          | Maks. moment obrotowy     |
| ----------------------------------------------------------------------------------------------- | ---------------------- | ---------------------------------- | ------------------------- |
| Dodge Stealth (USA, Kanada)                                                                     | SOHC 12v V6            | 119 kW (161 KM) przy 5500 obr./min | 250 Nm przy 4000 obr./min |
| Mitsubishi 3000GT, 3000GT SL, 3000GT SL Spyder (USA); Mitsubishi GTO; Stealth R/T (USA, Kanada) | DOHC 24v V6            | 165 kW (225 KM) przy 6000 obr./min | 277 Nm przy 4500 obr./min |
| Mitsubishi GTO twin turbo, GTO MR                                                               | DOHC 24v V6 twin turbo | 206 kW (280 KM) przy 6000 obr./min | 427 Nm przy 2500 obr./min |
| Mitsubishi 3000GT VR-4, 3000GT VR-4 Spyder; Dodge Stealth R/T twin-turbo (USA, Kanada)          | DOHC 24v V6 twin turbo | 239 kW (320 KM) przy 6000 obr./min | 427 Nm przy 2500 obr./min |

## 1997–2001
Silnik SOHC 12V, dostępny wcześniej tylko w bazowej wersji modelu Stealth, został dodany do palety silników Mitsubishi po tym, gdy produkcja Dodge została zakończona. Spadek sprzedaży sportowych samochodów na amerykańskim rynku doprowadził do zaniechania planowanego na 1997 rok facelifting modelu, zamiast tego wprowadzano drobniejsze zmiany stylistyczne jak nowe przednie zderzaki. W 1999 roku 3000GT przeszedł bardziej znaczące zmiany na zewnątrz: nowe przednie zderzaki oraz lampy, kierunkowskazy, wykończenie tylnej części nadwozia oraz charakterystyczne dla wersji 1999 VR4, wielkie tylne skrzydło które odróżniało ją od pozostałych dostępnych wariantów modelu. Produkcja na rynku japońskim została zakończona w roku 2000, ostatnie dwie sztuki modelu sprzedano w następnym roku.
| Nazwa modelu                                            | Silnik                 | Moc maks.                          | Maks. moment obrotowy     |
| ------------------------------------------------------- | ---------------------- | ---------------------------------- | ------------------------- |
| Mitsubishi 3000GT (USA)                                 | SOHC 12v V6            | 119 kW (161 KM) przy 5500 obr./min | 250 Nm przy 4000 obr./min |
| Mitsubishi 3000GT SL (USA); Mitsubishi GTO SR (Japonia) | DOHC 24v V6            | 165 kW (225 KM) przy 6000 obr./min | 277 Nm przy 4500 obr./min |
| Mitsubishi GTO twin turbo, Mitsubishi GTO twin turbo MR | DOHC 24v V6 twin turbo | 206 kW (280 KM) przy 6000 obr./min | 427 Nm przy 2500 obr./min |
| Mitsubishi 3000GT VR-4                                  | DOHC 24v V6 twin turbo | 239 kW (320 KM) przy 6000 obr./min | 427 Nm przy 2500 obr./min |